# سد شهری کور
سد شهری کور، یک بتنی غلطکی در تلاقی رودخانه بریسان و گزو کنار روستای ایرافشان ، بخش آشار  شهرستان مهرستان استان سیستان و بلوچستان است.

## مشخصات
ساخت سد «شهری کور» از سال ۱۳۹۱ در جنوب شرق کشور آغاز شده است. این سد از نوع بتنی غلطکی دارای ۵۷ مترارتفاع از پی، با طول تاج ۳۲۶ متر، عرض تاج هفت متر و حجم مخزن ۱۰۳ میلیون مترمکعب است.